# 巴斯 (紐約州)
巴斯（英語：Bath）是一個位於美國紐約州斯托本縣的鎮。

## 人口
根據2020年美國人口普查的數據，巴斯的面積為248.32平方千米，當中陸地面積為246.89平方千米，而水域面積為1.43平方千米。當地共有人口11426人，而人口密度為每平方千米46人。